# ジャイブ
ジャイブ株式会社 (英: JIVE Ltd.) は、日本の出版社。

## 概要
玩具メーカーのタカラ（現・タカラトミー）の系列として設立された。『ラグナロクオンライン』などタカラトミーの提携先であるガンホー・オンライン・エンターテイメントの作品や、『ギャラクシーエンジェル』『デ・ジ・キャラット』などかつてタカラグループだったブロッコリーの作品をはじめとする、キャラクターコンテンツを元にした雑誌・漫画・小説などを発行していた。また、アメリカンコミックやテーブルトークRPGの発行も行っていた。
2006年4月、ポプラ社がタカラトミーより当社の全株式を取得し、ポプラ社の子会社となる。
2019年8月30日、ジャイブ株式会社の一部事業をジャイブ株式会社（新社）を新設して継承。ジャイブ株式会社はジャイブネクスト株式会社に社名変更。株式会社メディアドゥホールディングスがポプラ社からジャイブ（新社）の全株式を取得。ジャイブネクストは2020年1月にポプラ社に吸収合併され解散した。
2019年9月、ジャイブ株式会社（新社）が株式会社宙出版よりネクスト編集部を譲受。2019年12月に「ネクストF」レーベルで新刊刊行を開始。
2024年4月23日に少女まんがレーベル「ネクストF」をリニューアルし、女性向けコミックレーベル「ネクストf  Lian」を創刊
2024年8月に紙書籍の流通部分を除く書籍出版事業を株式会社エブリスタへ譲渡。電子書籍の制作・販売に注力するべく紙書籍事業から撤退

## 過去の刊行物

### 雑誌
- 月刊コミックラッシュ （2004年-2011年[11]、電子書籍版:2011年[12][13]-2014年）
  - コミックデ・ジ・キャラット[14]→コミデジ
  - CAST-PRIX PREMIUM
- カラフル文庫アンソロジー ヒント？
- ネクストF（電子雑誌：2019年-2023年[15]）
- ネクストＦコミックス

### 書籍・コミックス
- integral（旧・ジャイブTRPGシリーズ）
- カラフル文庫
- ピュアフル文庫（ポプラ文庫ピュアフルへ移行）
- JIVE AMERICAN COMICS
- ピュアフルコミックス
- CR COMICS
- このBLがやばい！

## 過去のデジタルサービス
- ネクストF→ネクストf  Lian（まんがアプリ）※株式会社エブリスタへ譲渡